# Магонінг Тауншип (округ Армстронг, Пенсільванія)
Магонінг Тауншип (англ. Mahoning Township) — селище (англ. township) в США, в окрузі Армстронг штату Пенсільванія. Населення — 1404 особи (2020).

## Демографія
Згідно з переписом 2010 року, у селищі мешкало 1425 осіб у 585 домогосподарствах у складі 431 родини. Було 666 помешкань
Расовий склад населення:
| - 99,4 % — білих - 0,1 % — корінних американців - 0,1 % — чорних або афроамериканців - 0,1 % — азіатів |

До двох чи більше рас належало 0,2 %. Частка іспаномовних становила 0,3 % від усіх жителів.
За віковим діапазоном населення розподілялося таким чином: 20,8 % — особи молодші 18 років, 60,3 % — особи у віці 18—64 років, 18,9 % — особи у віці 65 років та старші. Медіана віку мешканця становила 44,7 року. На 100 осіб жіночої статі у селищі припадало 95,2 чоловіків;  на 100 жінок у віці від 18 років та старших — 95,7 чоловіків також старших 18 років.
Середній дохід на одне домашнє господарство  становив 52 892 долари США (медіана — 43 661), а середній дохід на одну сім'ю — 58 435 доларів (медіана — 48 321). Медіана доходів становила 40 648 доларів для чоловіків та 31 750 доларів для жінок. За межею бідності перебувало 16,8 % осіб, у тому числі 34,0 % дітей у віці до 18 років та 11,1 % осіб у віці 65 років та старших.
Цивільне працевлаштоване населення становило 652 особи. Основні галузі зайнятості: освіта, охорона здоров'я та соціальна допомога — 26,8 %, роздрібна торгівля — 18,6 %, виробництво — 9,4 %, транспорт — 8,4 %.